# 六甲山頂駅
六甲山頂駅は兵庫県神戸市灘区にある六甲有馬ロープウェーの索道駅である。

## 概要
六甲有馬ロープウェイの山頂駅である

## 歴史
- 1970年 7月27日: カンツリー駅として開業[1][2][3]
- 1973年: 六甲山頂カンツリー駅に改称[1]
- 2004年 12月19日: 六甲山頂駅に改称[1]

## 駅構造
1面2線の島式ホーム

## 隣の駅
| 六甲有馬ロープウェイ | 六甲有馬ロープウェイ | 六甲有馬ロープウェイ  |
| -------------------- | -------------------- | --------------------- |
| 起点駅               |                      | 有馬温泉 有馬温泉方面 |